# Nederlands landskampioenschap 1890-1891
Al campionato parteciparono cinque squadre e il HVV Den Haag vinse il titolo.

## Classifica finale
|   | Club              | G | V | N | P | GF | GS | Punti | DR  |
| - | ----------------- | - | - | - | - | -- | -- | ----- | --- |
| 1 | HVV               | 8 | 6 | 1 | 1 | 17 | 3  | 13    | +14 |
| 2 | Koninklijke HFC   | 8 | 4 | 2 | 2 | 18 | 11 | 10    | +7  |
| 3 | RAP               | 8 | 2 | 5 | 1 | 10 | 7  | 9     | +3  |
| 4 | Olympia Rotterdam | 8 | 2 | 2 | 4 | 7  | 22 | 6     | -25 |
| 5 | Concordia         | 8 | 0 | 2 | 6 | 1  | 10 | 2     | -9  |

G = Partite giocate; V = Vittorie; N = Nulle/Pareggi; P = Perse; GF = Goal fatti; GS = Goal subiti; DR = Differenza reti, PT = Punti